# 布恰克
49°51′59″N 31°25′48″E / 49.86639°N 31.43000°E
布恰克（烏克蘭語：Бучак）是位於烏克蘭中部的村莊，由切爾卡瑟州切爾卡瑟區的博布里齊亞市鎮負責管轄。該村始建於1552年，面積0.16平方公里，海拔高度145米，2007年人口15，人口密度每平方公里31.4人。